# Поворотно-дисковые протезы клапана сердца
Поворотно-дисковые протезы клапанов сердца относятся к группе осесимметричных механических искусственных клапанов сердца. Их отличительной чертой стала конструкция запирающего элемента в виде диска, крепившегося шарнирно в цилиндрическом корпусе протеза, с возможностью вращения диска вокруг оси, расположенной в плоскости корпуса.
Благодаря хорошим гидродинамическим свойствам, низкопрофильности и износоустойчивости они были наиболее востребованы в клинической практике 1970—1980 годов, а лучшие зарубежные и отечественные модели протезов этой конструкции успешно применяются в настоящее время.

## Зарубежные разработки

### Первые модели
Первым опытом создания протеза с запирающим элементом в форме поворачивающегося диска стала модель Lillehei—Cruz—Kaster, развивающая идею малогабаритного дискового клапана Чарлза Хафнейджела. Её предложили в 1963 году А. В. Cruz, хирург Кларенс Лиллехай и инженер его лаборатории R. L. Kaster, для замены митрального клапана сердца, придав диску форму выпукло-вогнутого мениска и выполнив ограничители хода запирающего элемента в виде имеющих дугообразный наклон арок разной высоты, принуждающих диск перемещаться не параллельно плоскости основания протеза, а с поворотом относительно неё.
Японский хирург J. Wada в 1966 году разработал дисковый клапан Wada—Cutter, в котором диск вращался на двух шарнирах относительно оси, расположенной в плоскости корпуса и несколько отведенной от его центра. Серийный выпуск этих протезов начался в 1967 году, а их успешность показывает факт использования четырёх клапанов Wada—Cutter в первом искусственном сердце, созданном в 1969 году Дентоном Кули. Конструктивно в открытом положении клапана запирающий элемент в виде жёсткого тефлонового диска удерживался в положении под углом к потоку крови двумя металлическими выступами корпуса. Шарниры крепления запирающего элемента были спроектированы так, что напряжение от повторяющихся открытий и закрытий клапана сосредотачивались на двух осевых точках вращения диска, что приводило к износу тефлона в местах крепления и вызывало дисфункции клапанов и эмболии, что и стало причиной прекращения производства протеза в 1974 году. Однако отмечавшаяся при его использовании хорошая гемодинамика стимулировала разработку протезов Bjork—Shiley и Lillehey—Kaster.

### Протезы марки Bjork—Shiley
Шведский хирург Викинг Бьёрк, возглавлявший хирургическое отделение Каролинского института в Стокгольме, использовал накопленный опыт имплантации шаровых протезов и клапанов Wada—Cutter, для создания в 1969 году совместно с Дональдом Шайли (Shiley Laboratories, Калифорния) базовой модели поворотно-дискового клапана. В конструкции, получившей название Bjork—Shiley Standart, дисковый запирающий элемент из полиформальдегида удерживался при открытии между большим и малым рентгеноконтрастными подковообразными ограничителями, приваренными к корпусу из стеллита. Диск мог свободно вращаться вокруг своей оси, распределяя износ по окружности приточной и отточной поверхностей. Он мог опрокидываться на угол 60° по отношению к плоскости протеза (в закрытом состоянии угол составлял 0°). Материалом для пришивной манжеты был выбран тефлон, а форма манжеты различалась в зависимости от позиции имплантации. Размеры протеза по пришивной манжете составляли 17—33 мм, с диаметром гидравлического отверстия 12—24 мм.
В 1971 году диск из полиформальдегида, который впитывал жидкость и изменял объём запирающего элемента, был заменён на графитовый с высокотемпературным углеродным покрытием, а в 1975 году в него добавили рентгеноконтрастную кольцевую метку. После такой модификации клапан стал одним из наиболее часто применяемых механических протезов. Однако сварное соединение проволочных ограничителей с корпусом начинало разрушаться в отдалённые сроки после операции, что вызывало выпадание диска из корпуса и гибель больного.
Целью создания в 1975 году следующей модели Bjork—Shiley Convexo-Concave было увеличение угла открытия диска до 70° и уменьшение турбулентности потока крови. Основное её отличие заключалось в применении выпукло-вогнутого пиролитического диска для повышения быстродействия протеза. Диск удерживался благодаря ограничителям хода: большому, выполнявшемуся за одно с корпусом, и малому, крепящемуся с помощью сварки. Последний контактировал с центральным углублением тыльной стороны диска.
Увеличение угла открытия снизило зону застоя за диском и способствовало уменьшению тромбоэмболических осложнений с 4,2 % до 1,2 % в год после замещения митрального клапана. Однако случаи разрушения корпуса клапана продолжались, и в 1986 году он был запрещён для клинического применения. Проведённые экспертизы показали, что надлом малых ограничителей хода диска происходил в месте их сварки с корпусом протеза. В дальнейшем была разработана программа по выявлению больных с потенциальным риском таких поломок, всем пациентам рекомендовали тщательное наблюдение, а некоторым и профилактическую замену протеза.
Проблема механических дисфункций была решена в 1981 году при создании следующей модели Bjork—Shiley Monostrut, путём отказа от сварочных соединений. Протез изготавливался частично из сплава Haynes-25, исключающего необходимость сварки и, следовательно, возможность образования трещин в опорах. Входной ограничитель сохранил подковообразную форму, а выходной, в виде единственной опоры, удерживал диск на месте за центральное углубление с его тыльной стороны. Сам диск выполнялся из высокотемпературного пиролитического углерода и имел выпукло-вогнутую форму.
По своей механической надёжности протезы Bjork—Shiley значительно превосходили лучшие модели шаровых протезов, выдерживая повышенную нагрузку, соответствующую 27—30 годам работы в человеческом сердце.
На сегодняшний день клапаны Bjork—Shiley не выпускаются.

### Протезы марки Lillehei—Kaster
Разработчики протеза Lillehei—Cruz—Kaster, понимая его недостатки, к 1965 году предложили модель Lillehei—Kaster. Чтобы устранить застойную зону за дисковым запирающим элементом, R. L. Kaster приблизил к центру титанового корпуса ось поворота диска на 1/3 диаметра гидравлического отверстия. Ограничители хода диска были существенно уменьшены в размерах и перемещены из проходного отверстия на периферию. Диск удерживался между двумя ограничителями и мог открываться на угол до 80° к плоскости корпуса, в закрытом положении этот угол составлял 18° (суммарная экскурсия диска — 62°). Все компоненты клапана были рентгеноконтрастными.
С 1970 года применявшийся для создания дисков полиформальдегид из-за его чрезмерного износа был заменён на пиролитический углерод, разработкой и исследованием которого именно в рамках этого проекта занимался J. С. Bokros. Такие протезы до настоящего времени хорошо функционируют у многих пациентов Другая модель Lillehei—Kaster Carbon выполнялась полностью из пиролитического углерода. За более чем тридцатилетний период известно единственное сообщение об отказе клапана этой конструкции..

### Протезы марки Omni
Дальнейшим развитием протеза Lillehei—Kaster стал клапан Omniscience, выпущенный компанией Medical CV, Inc. (Миннесота) в 1978 году. Он имел такой же угол открытия (80°), но отличался изогнутым диском и короткими ограничителями хода. Корпус выполнялся из цельной заготовки безникелевого титана, а вязаная пришивная манжета — из тефлона. Диаметр клапанов по пришивной манжете составлял 19—31 мм, а диаметр гидравлического отверстия для аортальной позиции 14,4—24,0 мм, и 14,4—26,0 мм — для митральной.
С 1984 года клапан полностью стал изготавливаться из пиролитического углерода и получил название Omnicarbon. Его диск имеет рентгенопозитивную метку. Диаметр по тефлоновой пришивной манжете составляет 19—33 мм, а гидравлического отверстия — 14—24 мм. Клапан выпускается в настоящее время.

### Протезы марки Medtronic—Hall
В 1977 году работавший в Осло кардиохирург К. V. Hall, его друг A. Woien, представлявший компанию Medtronic в Европе, и сотрудничавший с нею инженер R. L. Kaster, предложили новую структурную деталь поворотно-дисковых клапанов. Они решили заменить ограничитель в выходном отделе дискового протеза на единственную опору, идущую через центр диска, который имел для неё специальное отверстие. Эта опора, выполненная в форме «гусиной шеи», позволяет диску свободно перемещаться. Второй, меньший ограничитель, останавливает движение диска при полном открытии. Корпус протеза изготавливается из титана, диск — из пиролитического углерода, манжета для пришивания клапана к фиброзному кольцу — из вязаного тефлона. Протез обеспечивает центральный поток крови. Угол его открытия составляет 70° для митральной позиции (модель М7700) и 75° — для аортальной (модель А7700). Угол закрытия равен 0°. Все компоненты клапана выполняются из рентгеноконтрастных материалов. Корпус не имеет сварочных узлов, а вращающийся центральный диск обеспечивает равномерный износ протеза. В том же году опытные образцы, получившее название Hall—Kaster, прошли клинические испытания. В последующем права на производство клапана приобрела компания Medtronic и он стал выпускаться под названием Medtronic—Hall.
Диаметры пришивной манжеты современного клапана Medtronic—Hall составляют 20—29 мм (для аортальной) и 23—31 мм (для митральной позиции), а диаметры гидравлических отверстий 16—24 мм и 18—24 мм, соответственно. Дизайн клапана Medtronic—Hall не менялся с момента первого клинического применения. Сегодня его корпус по желанию хирурга может быть повёрнут относительно манжеты для оптимальной ориентации протеза непосредственно в процессе операции.
Протез Medtronic—Hall характеризуется хорошей гемодинамикой, достаточной долговечностью и низкой тромбогенностью. За 20 лет не было зарегистрировано механических поломок этой модели клапана. Клапаны Medtronic-Hall (модели А7700 и М7700) до сих пор утверждены для клинического использования в Северной Америке.

### Протезы марки AorTech UltraCor
С 1984 года началось клиническое применение поворотно-дискового клапана сердца компании AorTech International (Великобритания) под торговым названием AorTech UltraCor. Его диск выполняется из углеродного материала с добавлением вольфрама и покрытием из пиролитического углерода, корпус — из единой титановой заготовки без сварных соединений, манжета — из вязаной тефлоновой ткани. Угол открытия аортального клапана составляет 73°, митрального — 68°, угол закрытия — 0°. Диск и корпус клапана рентгеноконтрастны. Корпус протеза вращается относительно пришивной манжеты. Диаметры пришивной манжеты современного клапана AorTech UltraCor составляют 19—29 мм (для аортальной) и 23—33 мм (для митральной позиции). Механических отказов клапана отмечено не было.

### Протезы производства Sorin Biomedica
В зарубежной Европе первым производителем протезов клапана сердца с поворотным диском стала итальянская компания Sorin Biomedica. Протез марки Monocast применяется в клинике с 1977 года по настоящее время. В 1986 году в модели Sorin Carbocast была внедрена пришивная манжета с углеродным покрытием. К 1988 году относится начало выпуска протеза Sorin Allcarbon, корпус которого выполняется из стеллита с углеродным покрытием Carbofilm. Каплеобразные ограничители, улучшающие гемодинамику, изготовляются с использованием процесса микроотливки во избежание образования неструктурности материала. Графитовый запирающий диск покрывают пиролитическим углеродом, а внутренняя часть пришивной тефлоновой манжеты — турбостатическим углеродом для снижения риска разрастания тканей (паннуса). В диске размещена рентгеноконтрастная танталовая проволока. Диаметр пришивной манжеты составляет от 19 до 31 мм для аортальной позиции и 19—33 мм для митральной, при диаметрах гидродинамического отверстия 14—24 мм. Степень подвижности диска составляет 60° от открытого до закрытого положения. Модификация этого клапана с одной выходной удерживающей диск стойкой, по аналогии с протезом Bjork—Shiley Monostrut, получила название Sorin Monostrut X.

## Разработки в СССР и России
С 1973 года по настоящее время в СССР и России были разработаны многочисленные конструкции поворотно-дисковых протезов клапанов сердца. Серийно выпускались следующие модели: ЛИКС-2, ЭМИКС, МИКС, ЭЛМАК, ПЛАНИКС. В настоящее время в клинической практике используются модифицированные модели клапанов ЛИКС-2 и МИКС.

### Протезы марки ЛИКС
В СССР разработку поворотно-дисковых клапанов начали сотрудники Специального конструкторского бюро медицинской тематики КЧХК, входившего в систему Минсредмаша СССР. В качестве аналога для разработки был принят клапан Bjork—Shiley. Было создано более 10 экспериментальных моделей, из которых наиболее перспективной стала ЛИКС-1 (названная по аббревиатуре образованной в СКБ МТ Лаборатории искусственного клапана сердца). Как и в зарубежном образце, при открытии клапана запирающий диск поворачивался вокруг ограничителей хода на определяемый ими угол, смещаясь по потоку крови, а при закрытии — возвращался и прижимался к внутренней поверхности цилиндрического корпуса. Диск делил набегающий поток крови на две неравные части: большая двигалась, изменяя направление, по линии, совпадающей с лобовой поверхностью диска, а меньшая — стремилась сохранить прямолинейное движение. В результате однородная структура потока разрушалась и возникали отрывные течения, приводящие к росту гидравлического сопротивления и образованию вихревых зон, способствующих образованию тромбов в области малого гидравлического отверстия. Наличие в этой области ограничителя хода диска дополнительно увеличивало опасность тромбообразования.
В 1981 году была разработана модификация ЛИКС-2, востребованная до настоящего времени. Особенностью её конструкции стало вынесение ограничителя хода дискового запирающего элемента в область большего гидравлического отверстия со стороны выхода клапана, с созданием лучших условий обтекания диска. Это исключило образование застойных зон в области малого гидравлического отверстия, способствовало максимальному сохранению однородной структуры потока крови и снизило вероятность тромбоза. Запирающий элемент протеза выполняется из изотропного пиролитического углерода (углеситалла), мелкозернистая структура которого позволила получать запорные элементы с полированной поверхностью высокого класса чистоты. Он выполнен в виде выпукло-вогнутого диска, обращённого вогнутостью к потоку. Профиль диска выбран так, чтобы обеспечить наиболее благоприятное распределение сдвиговых напряжений в потоке крови и наиболее быстрое и полное открытие и закрытие клапана. Угол открытия запирающего элемента составляет 70—75° (в закрытом положении 0°). Конструкция узла поворота диска обеспечила его свободное вращение вокруг центральной оси и равномерный износ. Корпус с ограничителями хода диска выполнен из единого куска титана, высокий класс чистоты его поверхностей достигается электролитическим полированием.
Детальные гидродинамические исследования на стадии разработки протезов позволили достичь минимальных потерь давления на клапане, максимальной пропускной способности и незначительного обратного перетока. Из технологического процесса его изготовления были исключены сварка, пайка, литьё и другие приёмы, способные вызвать нарушения исходных прочностных характеристик материала.
Для пришивной манжеты используется полиэфирное основовязаное полотно с пористостью, необходимой для прорастания в процессе вживления. Первоначально протез был снабжён базовой манжетой, обеспечивавшей возможность ориентации клапана во время имплантации. С 2004 года он выполняется с редуцированной и супрааннулярной манжетами соответственно для аортального и митрального протезирования. Для ориентации протеза и проверки функционирования диска был разработан ротатор, облегчающий эти действия, а для подбора размера протеза созданы калибры, по конфигурации подобные наружным контурам протезов.
При испытании клапанов на долговечность в лабораториях ИССХ им. А. Н. Бакулева АМН СССР было отмечено, что динамика износа диска позволяет гарантировать работоспособность протеза более 100 лет. ЛИКС-2 начали применяться в кардиохирургии с 1982 года. В 1998 году за разработку и внедрение ЛИКС-2 коллектив инженеров и медиков был удостоен премии Совета Министров СССР.
Выпускаются 12 типоразмеров протезов ЛИКС-2: по шесть для аортальной (20, 22, 24, 26, 28, 30 мм) и митральной (26, 28, 30, 32, 34, 36 мм) позиций.

### Протезы марки ЭМИКС и МИКС
По инициативе директора ИССХ им. А. Н. Бакулева АМН СССР В. И. Бураковского во второй половине 1970-х гг. к проблеме создания протезов клапана сердца помимо Минсредмаша СССР подключилось Министерство электронной промышленности СССР. Такая работа была начата в 1979 году на Заводе электровакуумных приборов «Эмитрон» (г. Москва), с участием НИИ материаловедения (г. Зеленоград) и НПО «Химволокно» (г. Мытищи).
В качестве аналога для разработки также был принят клапан Bjork—Shiley. Для изготовления корпуса протеза ЭМИКС (названного по аббревиатуре «электроника — медицина — искусственный клапан сердца») был выбран кобальт-хромовый сплав 45КХВН, характеризующийся хорошей тромборезистентностью, высокой прочностью и коррозионной стойкостью. Корпус протеза выполнялся в виде кольца с двумя впаянными в него круглого сечения проволочными ограничителями хода — скобами (большой и малой). Использование штамповки при изготовлении корпуса повышало воспроизводимость параметров. Пайка производилась в вакууме токами высокой частоты, что обеспечивало прочность соединения. Диск из изотропного пиролитического углерода (углеситалла) имел плосковыпуклую форму и открывался на 60°. Для пришивной манжеты использовалась ткань из осново-вязаного лавсанового полотна, которая после имплантации протеза быстро прорастала биотканью. Максимальная высота протеза в открытом положении составила 14 мм.
Появление публикаций о катастрофических поломках протезов Bjork—Shiley, вызываемых ненадёжностью сварного соединения, обусловило изменение конструкции и технологии изготовления протеза ЭМИКС. В новой конструкции скоба, удерживающая диск, была заменена на штырь овального сечения, а корпус протеза со всеми элементами изготавливался монолитным, с использованием титана вакуумной выплавки, что снижало массу протеза. Диск в этой модели был выпукло-вогнутой формы (исследования показали, что она обладает лучшими характеристиками) и открывался до 60°, смещаясь при этом по потоку на 2 мм, что улучшало омывание клапана и исключало образование зон застоя в точках касания диска и кольца.
Опыт применения клапанов ЭМИКС показал высокую звучность при их функционировании в организме, что для части пациентов делало протезы социально неприемлемыми. Для снижения шумности работы профессор Н. А. Иофис впервые в мире предложил ввести акустический зазор в большую дужку протеза. Эта идея нашла воплощение в модели ЭМИКС-Н. В последующем для лучшего обтекания кровью были разработаны модели ЭМИКС-ДВ с двояковогнутым диском и ЭМИКС-НДВ, объединившая преимущества незамкнутой скобы и двояковогнутого диска.
Серийное производство клапанов ЭМИКС было начато с 1983 года, для аортальной позиции выпускалось три посадочных размера протеза: 21, 23, 25 мм, для митральной — четыре: 25, 27, 29, 31 мм. Манжеты для различных позиций были индивидуальными, с возможностью вращения клапана относительно манжеты для точной ориентации протеза. В дальнейшем усилиями ЦНИИ хлопчатобумажной промышленности (г. Москва), Института химической физики и Витебского технологического института было создано не имеющее аналогов тромборезистентное углеродное полотно и нити «витлан» для манжет протезов клапанов сердца.
С 1991 года тот же коллектив разработчиков приступил к созданию новой модели поворотно-дисковых клапанов в основанном ими в г. Москве ТОО «Росинвест», в 1996 году реорганизованном в ООО «Роскардиоинвест». Новая модель, получившая наименование МИКС («московский искусственный клапан сердца»), сохраняла и развивала конструктивные особенности модели ЭМИКС: имела увеличенный до 72° угол открытия, низкий уровень шумности благодаря акустическому зазору скобы, высокую надёжность, обеспечиваемую материалом корпуса — титаном специальной микроструктуры и чистоты, и его монолитным исполнением, что устраняло появление внутренних напряжений.
Время открытия и закрытия запирающего элемента — диска выпукло-вогнутой формы из изотропного пиролитического углерода (углеситалла) — составило не более 0.04 с и 0.025 с соответственно.
Для манжеты использовалось основовязаное углеродное полотно витлан. В дальнейшем были разработаны модели с манжетой из полиэфирных нитей: МИКС-1 с незамкнутой и МИКС-2 с замкнутой скобой.
Выпускаются 10 типоразмеров протезов МИКС: по пять для аортальной (19, 21, 23, 25, 29 мм) и митральной (23, 25, 27, 29, 31 мм) позиций.

### Протезы марки ЭЛМАК
В конце 1980-х годов на Московском НПО ЭЛМА был разработан и с 1990 года внедрён в клинику протез ЭЛМАК — усовершенствованный вариант конструкции протеза Lillehei-Kaster. В этой модели выходные ограничители подвижности диска выполнялись в виде боковых выступов корпуса протеза, входные ограничители состояли из двух консольных выступов и бортика по входной поверхности корпуса протеза. Входные и выходные ограничители практически не попадали в просвет проходных отверстий протеза.
Такая конструкция позволила отказаться от выемки на выпуклой поверхности равнотолщинного выпукло-вогнутого диска, что позволило почти вдвое снизить его массу и уменьшить его инерционность. В закрытом состоянии диск лежит под углом 12° к плоскости протеза, угол его открытия для митральной позиции составил 68°, а для аортальной — 75°. По сравнению с протезами ЛИКС-2 и ЭМИКС объём обратных утечек на протезе ЭЛМАК был на 50 % меньше, время открытия и закрытия диска меньше на 10—15 %. Однако в клинической практике были отмечены частые случаи тромбоза протеза, в связи с чем его использование прекратили.

### Протезы марки ПЛАНИКС
В 1988 году белорусский завод «Электронмаш», входящий в состав НПО «ПЛАНАР», приступил к разработке протеза, который под маркой ПЛАНИКС серийно выпускается с 1992 года для имплантации в митральную и аортальную позиции.
Корпус протеза выполняется из единого куска титана, имеет два шарнира с ограничительными щитками для закрепления запирающего элемента и четыре небольших ограничителя хода диска. По внутренней поверхности корпуса имеется паз, в который ложится диск при закрытии клапана. Запирающий элемент выполнен из изотропного пиролитического углерода (углеситалла) в виде выпукло-вогнутого диска. Углы открытия диска: в митральных протезах — 68°, аортальных — 73°. Общая конфигурация протеза, отсутствие выступающих в просвет протеза элементов (подобно клапанам Omniscience) позволили повысить его пропускную способность, уменьшить турбулентность потока, снизить градиент давления и объём обратной утечки. Пришивная манжета клапана ПЛАНИКС изготавливается из полиэфирной ткани типа велюр и позволяет проворачивание корпуса протеза внутри её. На неё нанесены контрастные метки для удобства ориентации клапана в ходе имплантации.
Выпускаются 10 типоразмеров протезов ПЛАНИКС: по пять для аортальной (19, 21, 23, 25, 27 мм) и митральной (23, 25, 27, 29, 31 мм) позиций.

### Обзоравторских свидетельствипатентов
Совершенствование конструкций поворотно-дисковых протезов клапанов сердца проходило по пути повышения их надёжности. С этой целью корпус клапана изготавливался из титана, а запирающий элемент — из изотропного пиролитического углерода (углеситала). Повышеный срок службы протезов обеспечивала равномерность износа запирающего элемента путём его вращения вокруг центральной оси. Это достигалось выполнением перемычки ограничителя поворота диска в виде двух криволинейных участков и расположением её под углом к плоскости оси стержня второго ограничителя. С той же целью был сконструирован клапан с закручиванием диска при его перемещении в токе крови, что достигалось созданием одностороннего скоса выходной поверхности диска с центра к периферии, или выполнением одного из ограничивающих выступов со скосом в направлении к центру клапана, или смещением выступов относительно друг друга в направлении поворота диска.
Высокая износостойкость обеспечивалась распределением нагрузок на элементы клапана, для чего один из огранчителей диска выполнялся с опорными поверхностями. Для снижения износа запирающего элемента диск снабжался кольцевым буртиком, концентрично расположенным на его выходной поверхности.
Для предупреждения заклинивания диска были предложены предохранительные элементы средства поворота, расположеннего на поверхности запирающего элемента, обращённой к обратному потоку крови. Для уменьшения сопротивления клапана диск выполнялся с изломом по оси вращения, на седле клапана устанавливался упругий дугообразный элемент, а на диске выполнялся цилиндрический выступ.
Снижение тромбообразования и гемолиза обеспечивалось тем, что расположенный в меньшем проходном отверстии ограничитель движения диска соединялся с корпусом со стороны большего проходного отверстия. Для улучшения гидродинамических характеристик протеза запирающий элемент устанавливался в дискодержателе и направляющих выступах так, что части проходного отверстия были смещены относительно его диаметральной плоскости в противоположных направлениях от оси поворота диска. Для снижения тромбообразования предлагалось закручивать поток крови диском со спиралевидными направляющими или выполнением на выходной поверхности диска радиальных канавок и граней.
Всего с 1973 по 2006 годы авторскими свидетельствами СССР и патентами РФ были защищены 34 конструкции отечественных поворотно-дисковых протезов клапанов сердца. Из всех предложенных модификаций основное значение для клинической практики имеют ЛИКС-2, ЭМИКС и МИКС.

## Клиническая практика

### Техника оперирования
Конструктивные особенности поворотно-дисковых клапанов потребовали разработки новой техники имплантации с чёткой ориентацией протеза как в митральной, так и в аортальной позициях При подготовке протеза к имплантации и в ходе её рекомендовалось пользоваться держателями, которыми укомплектовывались протезы, во избежание деформаций ограничителей хода запирающего элемента и касаний металлическими инструментами элементов каркаса и диска для исключения образования шероховатостей на полированной поверхности протеза, которые неизбежно станут причиной тромбообразования.
Для митральной позиции зависимость гидродинамики потока в левом желудочке от ориентации протеза была изучена в лаборатории полимеров ИССХ им. А. Н. Бакулева АМН СССР. Исследование показало, что в диастолу поток имеет циркулярный характер с вихревыми зонами в центре желудочка, позади диска и в области культей мышц. К началу систолы происходит переориентация линий тока к выводному тракту левого желудочка, что сопряжено с образованием очагов завихрения и потерей энергии. Единственной ориентацией дисковых протезов, при которой поток попадает в выводной тракт левого желудочка не меняя направления, является такая, когда диск открывается в сторону задненаружной стенки желудочка, расположенной напротив выводного тракта. Однако на практике, если не удаётся выбрать оптимальную ориентацию протеза в силу анатомических особенностей, хирург имплантирует его таким образом, чтобы обеспечить беспрепятственное движение запирающего элемента. С учётом особенностей гидродинамики при протезировании аортального клапана его большее полуотверстие должно быть ориентировано в сторону некоронарной створки.
Наиболее распространённым стал трансстернальный доступ, хотя при изолированном протезировании митрального клапана используют и правостороннюю переднебоковую торакотомию. Доступ к аортальному клапану проводится через поперечную аортотомию или через поперечно-косой разрез аорты. Протезирование митрального клапана может быть выполнено также доступом через левое предсердие после выделения межпредсердной борозды или через правое предсердие и межпредсердную перегородку. Створки клапанов иссекают с оставлением 1—2 мм каймы. Поскольку свободное движение диска — один из основных факторов оптимального функционирования протезов с поворотным запирающим элементом, необходимо тщательно формировать ложе протеза, иссекать подклапанные структуры, максимально удалять очаги кальциноза.
Разнообразие размеров поворотно-дисковых протезов позволяет подбирать их в зависимости от параметров фиброзного кольца и камер сердца. Требуемый размер протеза устанавливается с помощью специальных измерителей. При этом некоторые авторы предлагали размер протеза брать на один номер меньше соответствующего калибра фиброзного кольца, с учётом релаксации сердца. Для фиксации протеза в основном используются П-образные швы, но признаются и другие варианты: непрерывный шов, узловой, прерывистый 8-образный. Использование тефлоновых прокладок целесообразно у больных с тонким или повреждённым фиброзным кольцом.

### Клинические результаты
К 1991 году ИССХ им. А. Н. Бакулева АМН СССР располагал наибольшим опытом использования протезов ЛИКС-2 и ЭМИКС при протезировании клапанов сердца (1035 пациентов). На основании этого материала было сделано заключение, что к 7-му году после операции выживаемость после протезирования митрального клапана составила 88,1 ± 0,71 %, аортального — 87,0 ± 0,62 %; в группе митрально-аортального протезирования — 80,2 ± 0,84 %. К 1995 году в НЦССХ им. А. Н. Бакулева РАМН было выполнено уже 2911 операций, при этом имплантировано около 4000 протезов ЛИКС-2 и ЭМИКС. При существенном снижении госпитальной летальности (одноклапанное протезирование — 3,5 %, митрально-аортальное — 6,5 %) выживаемость пациентов к 12-му году после операции составила 88 % при одноклапанном и 82 % при митрально-аортальном протезировании.
Анализ непосредственных и отдалённых результатов клинического применения протезов ЛИКС-2 и ЭМИКС показал высокую выживаемость больных и стабильность хороших результатов. Частота специфических протезных осложнений после имплантации поворотно-дисковых клапанов была значительно ниже, чем при использовании шаровых протезов. Г. И. Цукерман при анализе отдалённых результатов у 1349 больных отмечал тромбоз протеза у 4 больных. По данным Г. Г. Хубулавы частота развития тромбоза протеза составила 0,3 % у больных с протезом митрального или аортального клапана и 1,6 % трикуспидального клапана. По результатам клинического применения ЛИКС-2, приведенным Б. А. Константиновым, из 33 больных, перенёсших протезирование митрального клапана, тромбоз протеза встретился у одного пациента. Свободными от тромбоэмболических осложнений к 7-му году после операции были 88,7 % больных в митральной группе наблюдения, 96,9 % в аортальной группе и 88,3 % в митрально-аортальной группе. Вторым по частоте наблюдений среди специфических осложнений все авторы отмечали протезный эндокардит. Описаны также редкие случаи парапротезных фистул и единичные дисфункции протеза.
Реоперации после имплантации протезов составили 3—8 % всех вмешательств на клапанах сердца. Причинами реопераций являлись: протезный инфекционный эндокардит 54,5 %, парапротезная фистула 34,6 %, заклинивание диска 9,1 %. Реоперации в связи с тромбозом протеза по данным М. А. Паджеева были выполнены 25 пациентам из 2420 больных. Техника выполнения этих операций имела свои особенности: все вмешательства выполнялись из срединного доступа. При протезном эндокардите после иссечения протеза фиброзное кольцо и окружающие структуры тщательно обрабатывались растворами антисептиков. Во всех случаях замены протеза новый протез фиксировался П-образными швами на тефлоновых прокладках.

## Достоинства и недостатки поворотно-дисковых клапанов
По своим механическим качествам (механическая надёжность, долговечность функционирования) клинические варианты дисковых протезов превосходят шаровые и малогабаритные конструкции.
Протезы этого вида имеют хорошие гемодинамические характеристики, приближающиеся к показателям естественного клапана. Травма крови происходит в допустимых пределах и корректируется медикаментозно. При поддержании пациентом заданного уровня антикоагулянтной терапии риск тромбозов и тромбоэмболических осложнений составляет единицы процентов.
Диск имеет возможность вращаться и менять точки соприкосновения с ограничителями седла, что снижает опасность изнашивания материала. Долговечность этих протезов более чем достаточна для уверенного прогнозирования нормальной функции в реальном режиме времени жизни пациента независимо от его возраста. Низкопрофильность — основное достоинство дисковых протезов: их высота в закрытом состоянии не превышает 7 мм (у шаровых — 20 мм и более).
В то же время такая конструкция имеет и ряд недостатков, потенциально опасных и влияющих на клинические результаты. Из-за смещения оси поворота диска клапан при открытии имеет два проходных отверстия — большое и малое. Наличие турбулентного потока крови в малом отверстии и застойных зон за седлом клапана в случаях, когда приём антикоагулянтов невозможен, приводят не только к тромбоэмболии, но и к тромбозам, причём тромбоз протеза в этой зоне и постепенное напластование соединительной ткани приводят к заклиниванию диска, катастрофической дисфункции клапана и внезапной смерти пациентов на фоне отёка лёгких. Существует анатомическое несоответствие протезов митральных клапанов из-за большого «вылета» диска из корпуса клапан. В клинических условиях конструктивно заданный угол открытия диска 60—80° в действительности не реализуется, особенно при тахиаритмиях, что приводит к возрастанию стенотичности протеза. Для многих пациентов остаётся социально неприемлемым уровень шума, вызываемого ударами запирающего элемента.
Таким образом, создание протезов с поворотным дисковым механизмом позволило уменьшить их размеры и улучшить гемодинамические характеристики. Однако основная проблема всех механических клапанных протезов, а именно — относительно высокий риск тромбоэмболических осложнений и необходимость для пациентов пожизненного приёма антикоагулянтов, не была решена. Поэтому дальнейшее развитие конструкции протезов клапана сердца было направлено на минимизацию сопротивления и лучшую тромборезистентность.